# ارکستر ملی موسیقی عربی سوریه

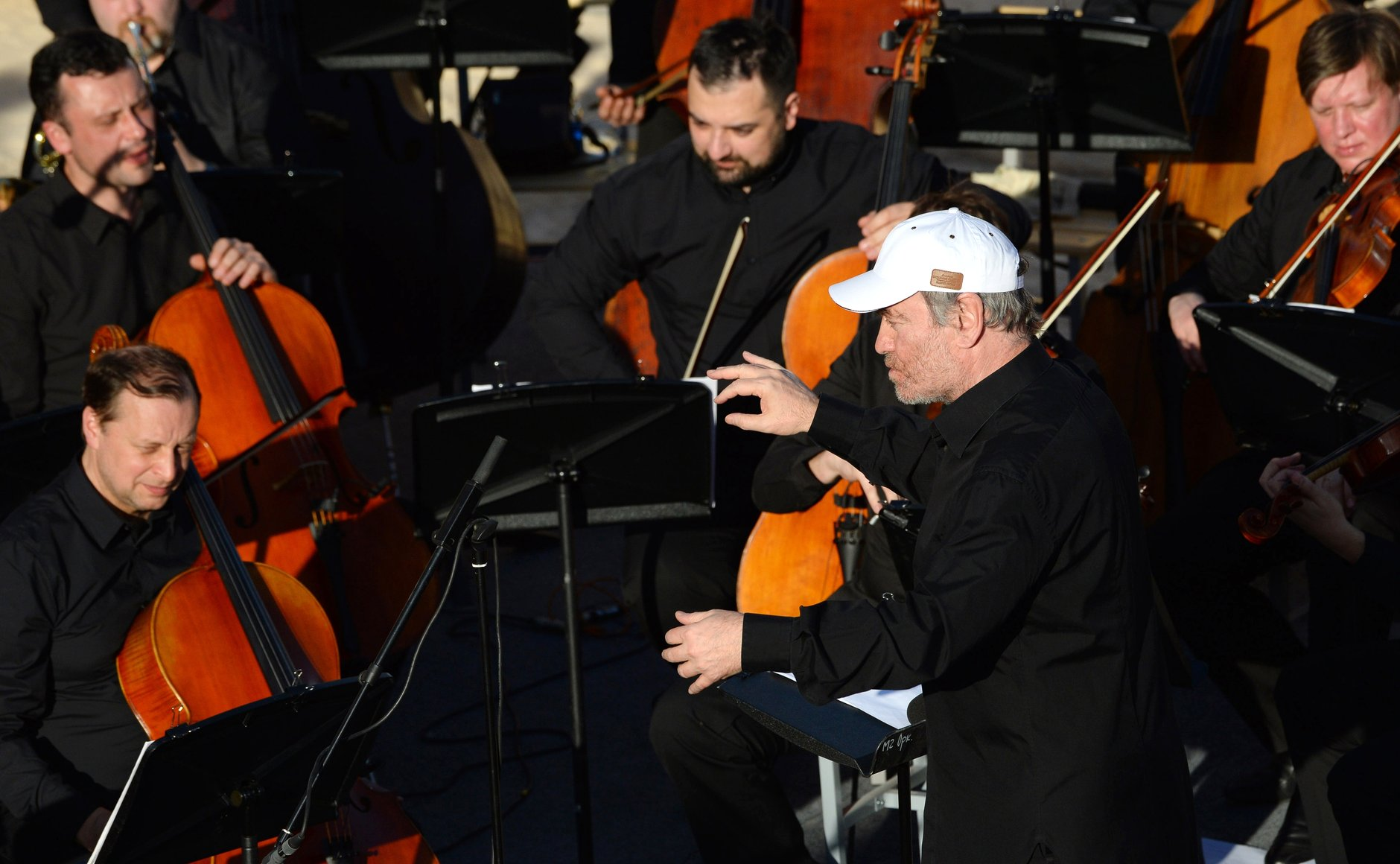
اکستر ملی موسییقی عربی سوریه

ارکستر ملی موسیقی عربی سوریه یک ارکستر سوری بود که به اجرای موسیقی عربی می‌پرداخت. اعضای آن به دلیل جنگ داخلی سوریه پراکنده شدند و به این ترتیب در سال ۲۰۱۱ از هم پاشید.